# 73イースティングの戦い
73イースティングの戦い（英語: Battle of 73 Easting）は、湾岸戦争中の1991年2月26日、イラク・クウェート国境付近においてアメリカ軍とイラク軍との間で行われた戦闘の名称である。
本記事ではアメリカ軍第2機甲騎兵連隊とイラク共和国防衛隊「タワカルナ」第3機械化師団の戦闘のみを取り扱う。

## 概要
湾岸戦争終盤、「砂漠の剣作戦」3日目の1991年2月26日午後3～4時ごろ、イラク・クウェート国境付近、通称「73イースティング」においてアメリカ第Ⅶ軍団（以下ローマ数字はアラビア数字で表記）所属第2機甲騎兵連隊の部隊とイラク共和国防衛隊第3機械化師団「タワカルナ」所属・第18機械化旅団の部隊との間で行われた戦闘。イラク軍は反斜面陣地でアメリカ軍を待ち伏せしたが、完敗を喫した。
なお、「イースティング」（Easting）とは多国籍軍の作戦地図に引かれた東経線のことで、1イースティングが東へ1kmに相当する。すなわち、「60イースティング」とは73イースティングの西13kmのことである。

## 戦闘開始までの状況

### 第7軍団の「左フック」作戦

「左フック」作戦の概要
「KUWAIT」の文字の左にあるマーク（第2機甲騎兵連隊のインシグニア）のあたりが73イースティング付近

1991年1月17日の砂漠の嵐作戦の発動以後、多国籍軍はまず1ヶ月にわたって空爆作戦を行ったのち、2月24日には陸上攻勢作戦「砂漠の剣作戦」を発動。クウェート側から順にアラブ東部連合軍（サウジアラビア軍・クウェート軍・カタール軍）、アメリカ第1海兵遠征軍、アラブ北部連合軍（サウジアラビア軍・クウェート軍・エジプト軍・シリア軍）、アメリカ第7軍団、アメリカ第18空挺軍団の計5個軍団計14個師団がイラク軍43個師団の守るイラク・クウェート領へ突入した。
このうち、アメリカ第7軍団とアメリカ第18空挺軍団は直接クウェートへ突入せずに一旦イラク領を北上ののち東に転針、クウェート北部国境付近でイラク軍を包囲殲滅する、いわゆる「左フック」（left hook）作戦の担当部隊としてイラク領へ突入、第7軍団（フレデリック・フランクス中将）は作戦3日目の2月26日午前中、国境線から150kmの地点、PLスマッシュにおいて東への転針を開始、PLタンジェリン（73イースティングの西13km、60イースティング）で転針を完了した。

### 第2機甲騎兵連隊の進撃
第7軍団の所属部隊、第2機甲騎兵連隊（レオナルド・ハルダー大佐）は、進出が遅れていた第1歩兵師団の代わりとして、軍団の南から二番目の部隊として午後3時に60イースティングに到達した。本来師団が担当すべき幅30kmの戦区は第2機甲騎兵連隊にはやや手に余るものがあったが、第1歩兵師団の進出が遅れる一方であり、第2機甲騎兵連隊の北に展開する予定の第3機甲師団の機動スペースを確保するためもあって、フランクスはハルダーにあくまで「敵情の把握」として前進続行を認めた。
午後3時25分、第2機甲騎兵連隊所属第2騎兵大隊の部隊が60イースティングの東5km、65イースティングを突破した。この地点で第2騎兵大隊はE「イーグル」機甲騎兵中隊（ハーバード・マクマスター大尉、以下E中隊）とG「ゴースト」機甲騎兵中隊（ジョセフ・サティアノ大尉、以下G中隊）を先頭に、F「フォックス」機甲騎兵中隊とH「ホーク」機甲騎兵中隊が後続する形で前進していた。砂嵐により視界が1,000mにまで低下していた。
第2機甲騎兵連隊の南には第3機甲騎兵連隊（スコット・マーシー中佐）のI「アイアン」機甲騎兵中隊（ダニール・ミラー大尉、以下I中隊）とK「キラー」機甲騎兵中隊、L「ライトニング」機甲騎兵中隊が前に、M「マッド・ドック」機甲騎兵中隊が後続して前進していた。
1個機甲騎兵中隊は戦車小隊（M1A1 エイブラムス戦車×4）と偵察小隊（M3 ブラッドレー騎兵戦闘車×6）2個ずつからなり、このほか中隊長車のM1A1が1両、M577指揮戦闘車が1両、M106自走107mm迫撃砲2両がつく。E中隊にはさらに大隊本部から派遣されたM1A1とM2ブラッドレー歩兵戦闘車、M981 FISTV砲兵観測車が1両ずつ随伴した。

### 共和国防衛隊の防衛線構築
第2機甲騎兵連隊の正面に展開していたイラク軍の部隊が共和国防衛隊第3機械化師団「タワカルナ・アル・アッラー」（アラビア語: توكلنا على الله、英語: Tawakalna ala Aẹllah、「神を信ずる」の意、以下タワカルナ師団）所属の第18戦車旅団である。共和国防衛隊の部隊は一般のイラク陸軍に比べて装備の質・士気ともに高く、たとえばイラク陸軍がT-55（中国製の59・69式戦車含む）戦車やT-62戦車を主力としたのに対して共和国防衛隊の主力戦車は比較的新しいT-72戦車（若干の独自改良を施した「アサド・バビル」型）であった。第18戦車旅団の部隊は砂丘を前にアメリカ軍を待ち伏せる「反斜面陣地」を作り、戦車や歩兵戦闘車は掩体を作ってハルダウンの態勢を取った。だが、時間がなかったので掩体は砂を集めただけの急ごしらえのものであり、砲弾を防げるものではなかった。

## 戦闘の推移

### E中隊正面

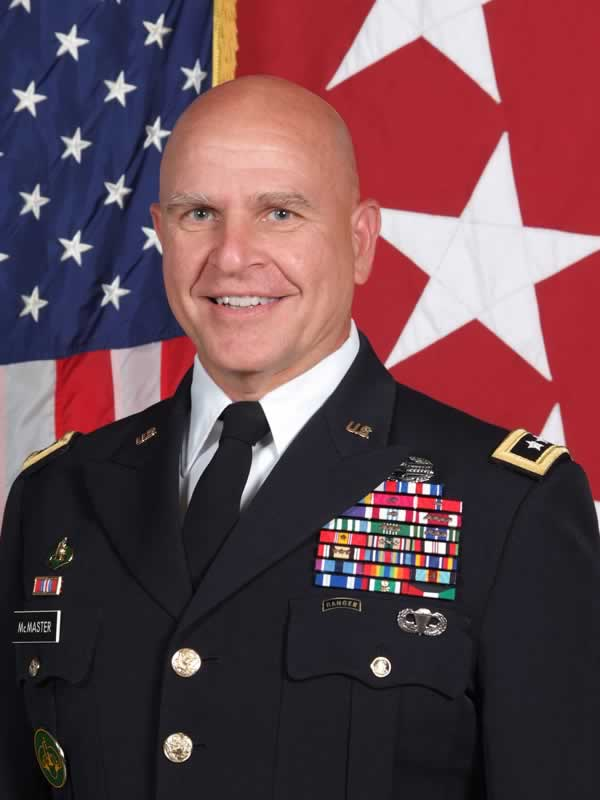
当時E騎兵中隊長であったハーバード・マクマスター中将

午後4時00分、67イースティング付近において偵察小隊のM3 ブラッドレー騎兵戦闘車が進路3,500m先に戦車用掩体を発見した。それとほぼ同時に別の偵察小隊のM3が1,200m南東にある建物群（イラク軍野外訓練センターの司令部）からZU-23-2 23mm機関砲による攻撃を受けた。マクマスターは戦車隊に傘型陣形から横列への戦闘隊形の変換を指示、約1分後にはマクマスター車「マッド・マックス」以下9両のM1A1 エイブラムス戦車が対戦車榴弾の一斉射撃を行い、建物群の部隊は沈黙した（ZU-23-2 23mm機関砲はM3がBGM-71 TOW対戦車ミサイルで撃破した）。敵が近いことを感じ取ったマクマスターは大隊本部から70イースティングまでの前進許可を得て、偵察隊に、傘型陣形に戻った戦車隊の後ろに下がるよう指示した。
午後4時18分、「マッド・マックス」を先頭として進軍していた戦車隊が砂丘の頂上まできたところ、「マッド・マックス」は前方約1,420mに掩体でハルダウンしている8両のT-72の車列を発見し、マクマスターはすぐさま射撃を命じた。建物群での戦闘によりHEAT弾が装填されていたままだったので（敵戦車を前にして再装填の余裕はなかった）、砲手クレイグ・コッホ二等軍曹はHEAT弾のT-72に対する威力に不安があったが発射。発見から約7秒でT-72を撃破し、続けてAPFSDS弾によりさらに2両を撃破した（それぞれ距離600m。400mでT-72でもM1A1の前面装甲を貫通できる距離）。指揮下の戦車小隊と（大隊本部から派遣された）作戦参謀ダグラス・マクレーガー少佐のM1A1も戦闘に加わり、残り5両も10～30秒ほどで全車撃破され、周りにいたBMP-1歩兵戦闘車も4分ほどで撃破された。前述の建物群の戦闘音を聞いていたイラク軍は建物群のある南西からE中隊が来ると思い込み、砲塔を南西に向けていたため真西から来たE中隊に対応できなかったとされる。また、T-72の射撃陣地の前には地雷原があったが地雷の配置がまばらだったのでE中隊は容易に突破することができた。
午後4時22分、E中隊は前進を再開。70イースティングにおいて数両のBMP-1を含む歩兵陣地に遭遇した。イラク兵の一部は撃破車両の炎や煙でM1A1をやりすごし、後方から攻撃しようとしたが後続のM3のサーマルサイトで見つかり、射殺された。すでに前進限度の70イースティングであったがマクマスターは戦闘続行を決断した。E中隊が70イースティングを突破すると南東から14両のT-72と4両のBMP-1からなる戦車隊が向かってきたが、E中隊の攻撃により撃退された。
午後4時30分、「マッド・マックス」が73イースティング周辺の砂丘を登ったところ、円陣を組んでいる18両のT-72を発見した。マクマスターいわく「敵の車長と目が合うほどの」近距離であったがT-72は逃走を始め、その多くはM1A1により撃破された。午後4時48分、E中隊は73.8イースティングで前進を停止、全周防御のための車輪隊形を組んだ。

### G中隊正面

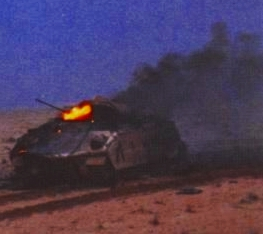
撃破され炎上するM3A1 ブラッドレー騎兵戦闘車
1991年2月26日

午後4時15分、サティアノはワジ沿いにイラク軍陣地を発見した。視界不良だったもののサーマルサイトにより午後5時までに戦車と装甲車13両ずつを撃破した。このころからイラク兵と砲兵の攻撃が激しくなり、迫撃砲班が掩護射撃を行った。E中隊と異なり、敵に遭遇してもM3 ブラッドレー騎兵戦闘車が前衛を担当した。
午後5時40分、新たなイラク軍戦車部隊が出現。その内のBMP-1の攻撃が偵察小隊のM3（チャフィー二等軍曹）に命中、TOW対戦車ミサイルが誘爆し、ちょうどハッチを開けていた砲手のネルス・モラー三等軍曹が戦死、車長のチャフィーと偵察兵1名が負傷した。
午後6時00分、7両のT-72と18両のBMP-1が向かって来るとの報告が入った。そこで、大隊砲兵に支援を要請し、午後6時15分、DPICMのもと支援射撃が開始された。イラク部隊は混乱し、午後6時30分にG中隊と交戦したが撃退された。